# Arboretum de Papuakeikaa
El Arboreto de Papuakeikaa (en francés: Arboretum de Papuakeikaa) es un arboreto y jardín botánico de 17 hectáreas ubicado en "Vaipaee", en la isla de Ua Huka Archipiélago de las Marquesas.
La isla también ha dado su nombre a dos especies endémicas de pequeñas arañas, del género Uahuka.
En el Arboretum de Papuakeikaa se han plantado más de trescientas especies de árboles. Permite constatar la adaptación al suelo marquesano y seleccionar les variedades para reforestar la isla.
El museo "Musée du bois 'jardin'" se ubica dentro del recinto del arboreto.

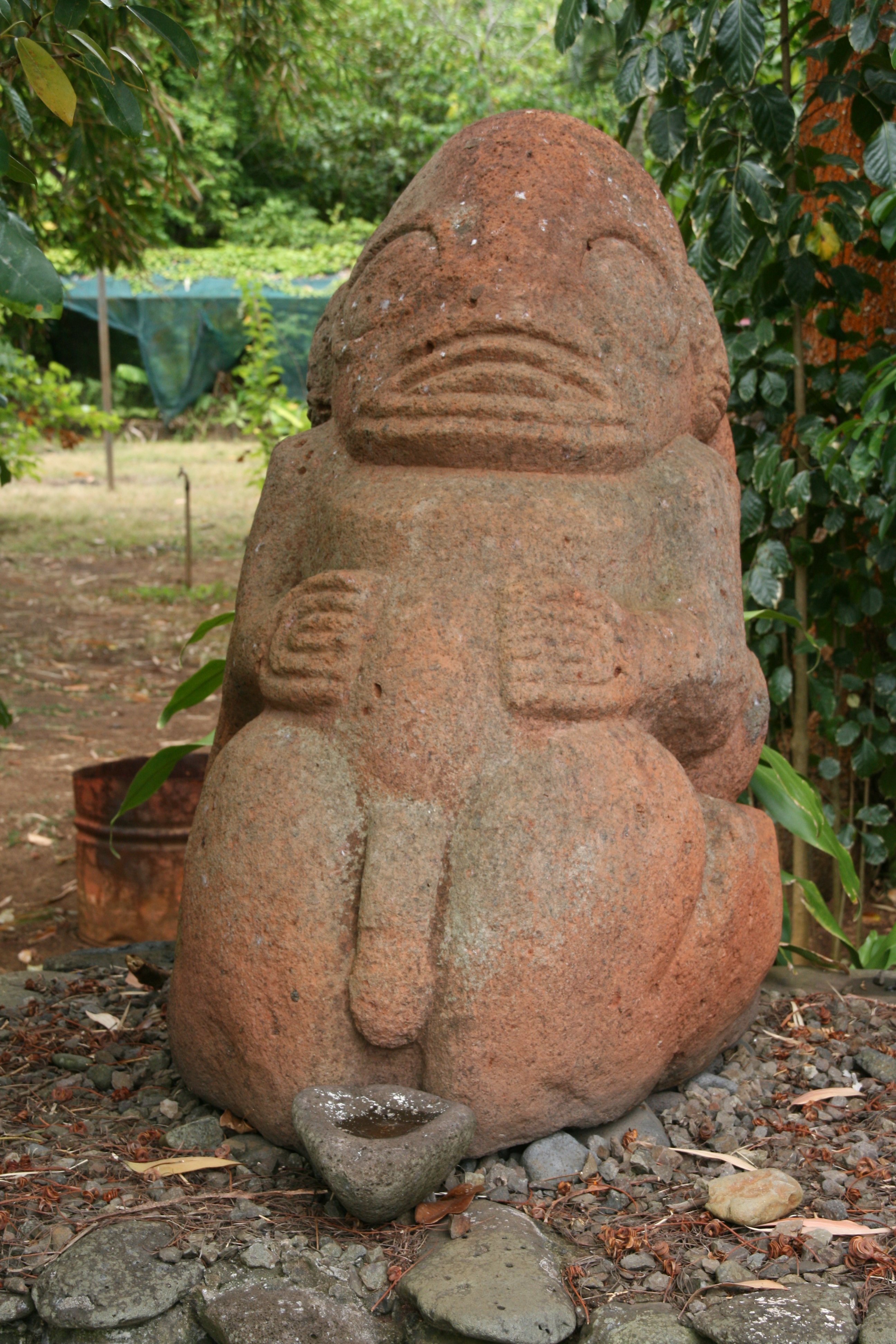
Un moderno tiki macho guarda la entrada del arboretum

## Localización
La vegetación de la meseta Ua Huka es más pobre que la de otras islas Marquesas. Por encima de todo, la parte noroeste de la isla, que corresponde a la parte externa del gran cráter.
Esto se debe a dos factores principales: el clima más seco y la gran cantidad de cabras y Caballos que pastan libremente, contribuyendo a la deforestación. Ua Huka también se llama « l'île aux chevaux» ("la isla de los caballos"), y se acostumbra a decir que está poblada por más caballos que personas. El número de caballos y cabras sería de alrededor de 3000.
Por el contrario mesetas y colinas, valles tienen una exuberante vegetación mucho más, similar a las otras islas del archipiélago. Esta diversidad se ve reforzada por la creación de la "arboretum Papuakeikaa" cerca de "Vaipaee". Este logro único en la Polinesia reúne a más de mil especies de árboles de todo el mundo, incluyendo una de las colecciones de cítricos de entre las más grandes del mundo (cerca de trescientas variedades). Debe servir como reserva para la reforestación de la isla.
Arboretum de Papuakeikaa, Vaipaee, Île de Ua Huka, Îles Marquises -La Polynésie Française, France-Francia.
Planos y vistas satelitales.8°54′S 139°33′O / -8.900, -139.550.
Está abierto diariamente, cobrando una tarifa de admisión.

## Historia

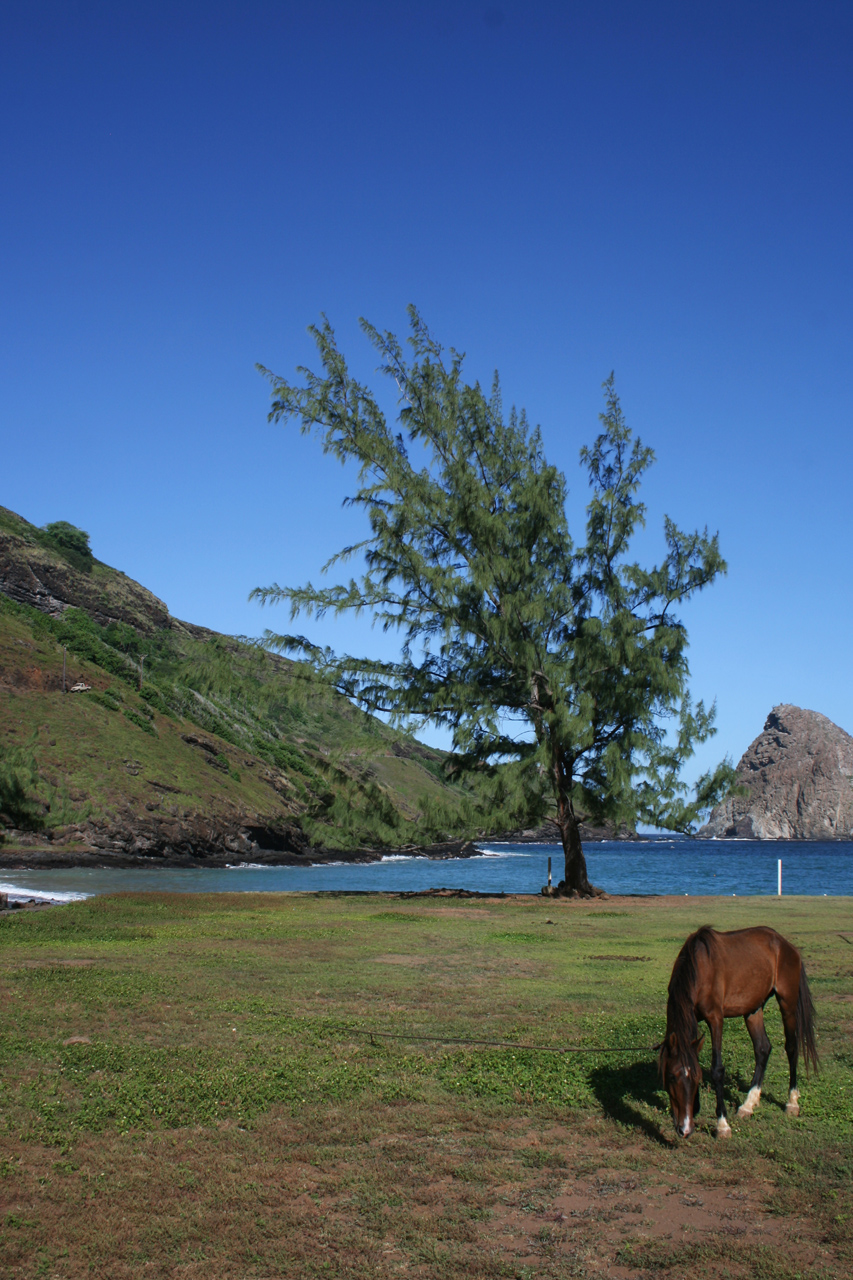
Un caballo de Ua Huka.

Fue fundado en 1974 por el alcalde León Litchlé. Este es el arboreto más antiguo de la Polinesia Francesa y durante tiempo el único.
Esta iniciativa fue tomada en la lucha contra deforestación y el agotamiento de las especies de plantas de la isla, en parte debido a las condiciones climáticas habituales de Ua Huka, sino también debido a las muchas cabras, caballos y cerdos salvajes que viven pastando en libertad por la isla.
En primer lugar acompañado por "CIRAD", el entonces "Servicio de Desarrollo Rural (SDR) de la Polinesia Francesa que participaron en su desarrollo hacia el lado de la ciudad de Vaipaee.
El arboreto ofrece libremente a los habitantes de la isla de replantar sus muchas especies en sus tierras y de hecho participar en la reforestación de la isla.
Sirve tanto de Conservatorio de especies raras o en peligro de extinción, como de laboratorio de investigación para la adaptación al suelo de las Marquesas de las especies importadas.

## Colecciones
En 2006, albergaba a más de 1.000 especies de árboles. Incluidos los cítricos, tanto de las Marquesas como otras partes del mundo 

Especies endémicas se pueden encontrar allí, como la palma de las Marquesas, papaya de Hokatu (cuyos frutos pueden llegar a pesar más de 5 kg), uru Veveke o árbol del pan, tau (Cordia subcordata), la miro o Rosa de bosque, la autera'a o bandano, la Tiaré Tahití, mangos, etc. 

Entre las especies importadas se encuentran bambú, plantas aromáticas como el ylang-ylang o el pachulí, las plántulas de vainilla y café de Lotus, guanábana, etc.
Los cítricos son una parte importante del arboreto: hay más de 270 especies de estos árboles que crecen en 2,5 hectáreas que han sido asignados en 1995. Los mercados de CDS en Ua Huka seleccionaron 28 variedades.
El arboreto también impulsa el desarrollo económico de la isla. Una planta de procesamiento de frutas fue creado en Vaipaee donde se fabrica y se comercializa purés de fruta congelada, mermeladas, fruta confitada, ensalada de frutas, chutneys, etc. 
 Diferentes escuelas del archipiélago están siendo suministradas a través de la planta de cítricos.